# Frédéric de Prusse (1911-1966)
Pour les articles homonymes, voir Frédéric de Prusse.
Le prince Frédéric de Prusse (allemand : Prinz Friedrich Georg Wilhelm Christoph von Preußen ; 19 décembre 1911 - 20 avril 1966), également connu sous le nom de Mr Friedrich von Preussen au Royaume-Uni est le quatrième fils du prince héritier Guillaume d'Allemagne et de la duchesse Cécilie de Mecklembourg-Schwerin. Par son père, il est un petit-fils du dernier empereur Guillaume II d'Allemagne.

## Famille
Le 30 juillet 1945, il épouse Lady Brigid Guinness, fille de Rupert Guinness, 2e comte d'Iveagh, à Little Hadham, Hertfordshire et ils ont cinq enfants:
- Frederick Nicholas (né le 3 mai 1946) marié à l'honorable Victoria Lucinda Mancroft, quatre enfants ;
- Andreas (né le 14 novembre 1947) marié à Alexandra Blahova, deux enfants ;
- Victoria Marina (née le 22 février 1952) mariée à Philippe Alphonse Achache, descendance ;
- Rupert (né le 28 avril 1955) marié à Ziba Rastegar-Javaheri, deux enfants ;
- Antonia (née le 28 avril 1955) mariée à Charles Wellesley, 9e duc de Wellington, descendance.

## Études en Grande-Bretagne, puis internement
Il étudie à Cambridge, vivant incognito sous le nom de comte de Lingen, lorsque la guerre éclate en septembre 1939. Il est arrêté et interné en mai 1940. Il est détenu en Grande-Bretagne pendant plusieurs mois, puis envoyé dans des camps d'internement près de Québec et peu de temps après, à Farnham, au Québec. Dans les deux camps, il est élu chef de camp par ses codétenus.

## Naturalisation britannique en 1947
Il renonce à sa citoyenneté allemande en 1947. Il est naturalisé citoyen britannique en octobre 1947 sous le nom de Friedrich von Preussen (ayant également été connu lors de sa résidence au Royaume-Uni sous le nom de George Mansfield). Cette naturalisation est controversée, en partie parce qu'étant un descendant de Sophie de Hanovre et ayant des droits en vertu de l'Act of Settlement 1701, tel que modifié par la Sophia Naturalization Act 1705, il a une revendication de citoyenneté britannique dès sa naissance. Son statut dans le cadre de sa demande d'indemnisation pour des biens saisis en Pologne est débattu au Parlement et devant les tribunaux jusqu'en 1961.

## Mort
Il est le propriétaire du château de Reinhartshausen à Erbach (commune de Eltville), en Allemagne. Alors qu'il y séjourne en 1966, il disparait et est retrouvé deux semaines plus tard, s'étant noyé dans le Rhin, sans qu'il soit possible de déterminer si la noyade est un suicide ou un accident.